# Томків Василь Юрійович
Васи́ль Ю́рійович То́мків (нар. 3 квітня 1923, с. Коцюбинчики, нині Гусятинська селищна громада, Тернопільська область) — український публіцист, історик, громадський діяч, член Національної спілки журналістів України (2002).

## Життєпис
Батько та його брат Микола ще юнаками залишилися сиротами, змушено подалися на заробітки: Микола до Німеччини, Юрій — за океан. Працював на будівництві залізниці, отримав важку травму обох ніг, під кінець 1921 року повернувся додому повернувся інвалідом. Перебуваючи вдома, вчив Василя, в тому числі англійську мову, так що син пішов відразу до другого класу школи.
З 1942 року в лавах ОУН; за дорученням зверхників організації у 1943 році зголошується до Української дивізії «Галичина».
Закінчує навчальний вишкіл, відбув інші спеціалізовані навчання, брав участь у боях — старший десятник і заступник командира чоти гранатометників.
По закінченні Другої світової війни перебував в таборі полонених у Беллярії, там редагував одне із перших таборових видань «Наша мета» — виходило накладом 5 примірників, які передавалися із сотні до сотні, з рук до рук. У таборі в Ріміні був друкарем, а також редактором дурналів "Просвіта" та "Світло"
З переїздом до Англії Томків працював вчителем англійської мови в таборах полонених.
Одружився з Марією Ковальчук, поселилися в Болтоні. Там стає головою відділу в Об'єднання бувших вояків-українців у Великій Британії, згодом членом головної управи.
Із заснуванням Організації українських націоналістів за кордоном стає членом Крайової політичної ради у Великій Британії.
Є автором багатьох статей, які друкувалися в різних часописах і журналах: «Бюлетень УуВБ», «Вісті Братства 1 УД УНА», «Вісті Комбатанта», «Наш голос», «Новий шлях», «Сучасна Україна», «Українська думка», «Українське слово», «Українські вісті», «Український самостійник», «Християнський Голос». Після здобуття Незалежності Україною з 1991 року стає постійним автором і дописувачем до всеукраїнських та регіональних видань — у Києві, Львові, Івано-Франківську (Галичина), Тернополі, Підволочиську, Чорткові.

## Книги
- «Історія діяльности ОбВУ в 15-ліття його діяльності»
- «…Та найбільше любив Україну» – Гадяч: в-во “Гадяч”, 2004. – 527 с.;[3]
- «Важко забути. Фраґменти із пережитого та написаного».– Гадяч: в-во “Гадяч”, 2007
- «УКРАЇНСЬКА ДИВІЗІЯ «ГАЛИЧИНА» НА ТЛІ ДОБИ ВОЮЮЧОЇ УКРАЇНИ Збірка стосовних праць, статей та споминів» О. Панченко. Автор розділу «СС-и у Британії» Василь Томків.